# Alice Aprot Nawowuna
Alice Aprot Nawowuna (* 2. Januar 1994) ist eine kenianische Langstreckenläuferin. Ihre bevorzugten Disziplinen sind 5000 und 10.000 Meter sowie Cross- und Straßenläufe bis 15 Kilometer bzw. 10 Meilen.

## Werdegang
Bereits 2010 wurde die damals 16-Jährige im 5000-Meter-Lauf Dritte bei den Juniorenweltmeisterschaften in Kanada.
Bei den afrikanischen Crosslaufmeisterschaften 2014 in Kampala gewann sie die Bronzemedaille im Seniorenrennen und die Goldmedaille mit der Mannschaft.
Alice Aprot wurde bei den Afrikaspielen (All Africa Games) 2015 in Brazzaville Dritte über 5000 Meter und siegte im 10.000-Meter-Lauf. Mit einer Zeit von 14:39,56 min, die sie 2015 in Brüssel lief, steht Alice Aprot in der ewigen Weltrangliste über die 5000-Meter-Strecke.
2016 gewann sie den Titel der afrikanische Crosslaufmeisterin und siegte auch über 10.000 Meter bei den afrikanischen Leichtathletikmeisterschaften. Sie nahm an den Olympischen Spielen in Rio de Janeiro teil und erreichte im Finale über 10.000 Meter den vierten Platz.
Bei den Weltmeisterschaften 2017 in London erreichte sie mit fast einer Minute Rückstand und einer Zeit von 31:11,86 min den vierten Platz im 10.000-Meter-Finallauf. Mit ihrer 2016 in Rio de Janeiro erreichten Zeit von 29:53:51 min, wo sie ebenfalls Vierte wurde, wäre sie in London 2017 Weltmeisterin geworden.

### Privates
Alice Aprot stammt aus einer Familie mit acht Kindern. Sie ist die jüngere Schwester des Crosslauf-Weltmeisters Joseph Ebuya (* 1987).

## Persönliche Bestzeiten
| Strecke           | Zeit         | Ort            | Datum              |
| ----------------- | ------------ | -------------- | ------------------ |
| 3000 m            | 8:53,55 min  | Doha           | 9. Mai 2014        |
| 5000 m            | 14:39,56 min | Brüssel        | 9. September 2016  |
| 10.000 m          | 29:53,51 min | Rio de Janeiro | 12. August 2016    |
| 10-km-Straßenlauf | 31:02 min    | Berlin         | 11. Oktober 2015   |
| 15-km-Straßenlauf | 48:23 min    | Zaandam        | 18. September 2016 |
| 10 Meilen         | 51:59 min    | Zaandam        | 18. September 2016 |

## Sportliche Erfolge
| Datum/Jahr    | Rang | Wettbewerb                                | Austragungsort | Zeit     | Distanz   | Bemerkung                 |
| ------------- | ---- | ----------------------------------------- | -------------- | -------- | --------- | ------------------------- |
| 4. Aug. 2018  | 2    | Leichtathletik-Afrikameisterschaften 2018 | Asaba          | 31:36,12 | 10.000 m  |                           |
| 5. Aug. 2017  | 4    | Leichtathletik-Weltmeisterschaften 2017   | London         | 31:11,86 | 10.000 m  |                           |
| 18. Sep. 2016 | 1    | Dam tot Damloop                           | Zaandam        | 51:59    | 10 Meilen | Straßenlauf (ca. 16,1 km) |
| 9. Sep. 2016  | 1    | Leichtathletik-Meeting                    | Brüssel        | 14:39,56 | 5000 m    |                           |
| 4. Sep. 2016  | 1    | Tilburg Ten Miles                         | Tilburg        | 31:34    | 10 km     | Straßenlauf               |
| 12. Aug. 2016 | 4    | Olympische Sommerspiele 2016              | Rio de Janeiro | 29:53,51 | 10.000 m  |                           |
| 22. Juli 2016 | 1    | Afrikanische Meisterschaften              | Durban         | 30:26,94 | 10.000 m  | [ 2 ]                     |
| 24. Apr. 2016 | 1    | Würzburger Residenzlauf                   | Würzburg       | 32:14    | 10 km     | Straßenlauf               |
| 11. Okt. 2015 | 1    | Asics Grand 10 2015                       | Berlin         | 31:02    | 10 km     | Straßenlauf               |
| 15. Sep. 2015 | 1    | Afrikaspiele 2015                         | Brazzaville    | 31:24,18 | 10.000 m  |                           |
| 12. Sep. 2015 | 3    | Afrikaspiele 2015                         | Brazzaville    | 15:31,82 | 5000 m    |                           |
| 21. Juli 2010 | 3    | IAAF Juniorenweltmeisterschaften          | Moncton        | 15:17,39 | 5000 m    |                           |

| Datum/Jahr    | Rang | Wettbewerb                              | Austragungsort | Zeit     | Distanz | Bemerkung          |
| ------------- | ---- | --------------------------------------- | -------------- | -------- | ------- | ------------------ |
| 12. März 2016 | 1    | Afrikanische Crosslauf-Meisterschaften  | Yaoundé        | 29:52    | 8 km    | [ 3 ]              |
| 16. Jan. 2016 | 1    | IAAF International Cross Country Permit | Antrim         |          |         | Crosslauf          |
| 16. März 2014 | 3    | Afrikanische Crosslauf-Meisterschaften  | Kampala        | 25:46,48 | 8 km    |                    |
| 16. März 2014 | 1    | Afrikanische Crosslauf-Meisterschaften  | Kampala        | 25:46,48 | 8 km    | in der Teamwertung |
| 6. März 2011  | 5    | Afrikanische Crosslauf-Meisterschaften  | Kapstadt       | 20:12    | 6 km    |                    |
| 28. März 2010 | 9    | IAAF Crosslauf-Weltmeisterschaften 2010 | Bydgoszcz      | 19:14    | 6 km    |                    |